# Rudolf von Arthaber
Rudolf von Arthaber, né Rudolf Arthaber le 4 septembre 1795 à Vienne et mort le 9 décembre 1867 dans la même ville, est un producteur de textile, collectionneur d'art et mécène autrichien.

## Biographie
Il est le fils de Joseph Arthaber, marchand pour des manufactures, et de  Katharina Kleindienst, issue d'une famille productrice de textile de Krems. Il se forme au commerce au sein de l'entreprise familiale.
En 1819, il reprend cette entreprise et établit des succursales à Pest, Milan et Rome. En 1826, il ouvre une maison de commerce à Leipzig. En 1832, il emploie environ 8000 personnes.
En 1833, il s'installe à Döbling et construit une maison en 1834 et 1835. Il y met sa collection d'une centaine d'œuvres d'art que fréquentent les gens d'importance à Vienne. (Sa villa est devenue un site touristique.)

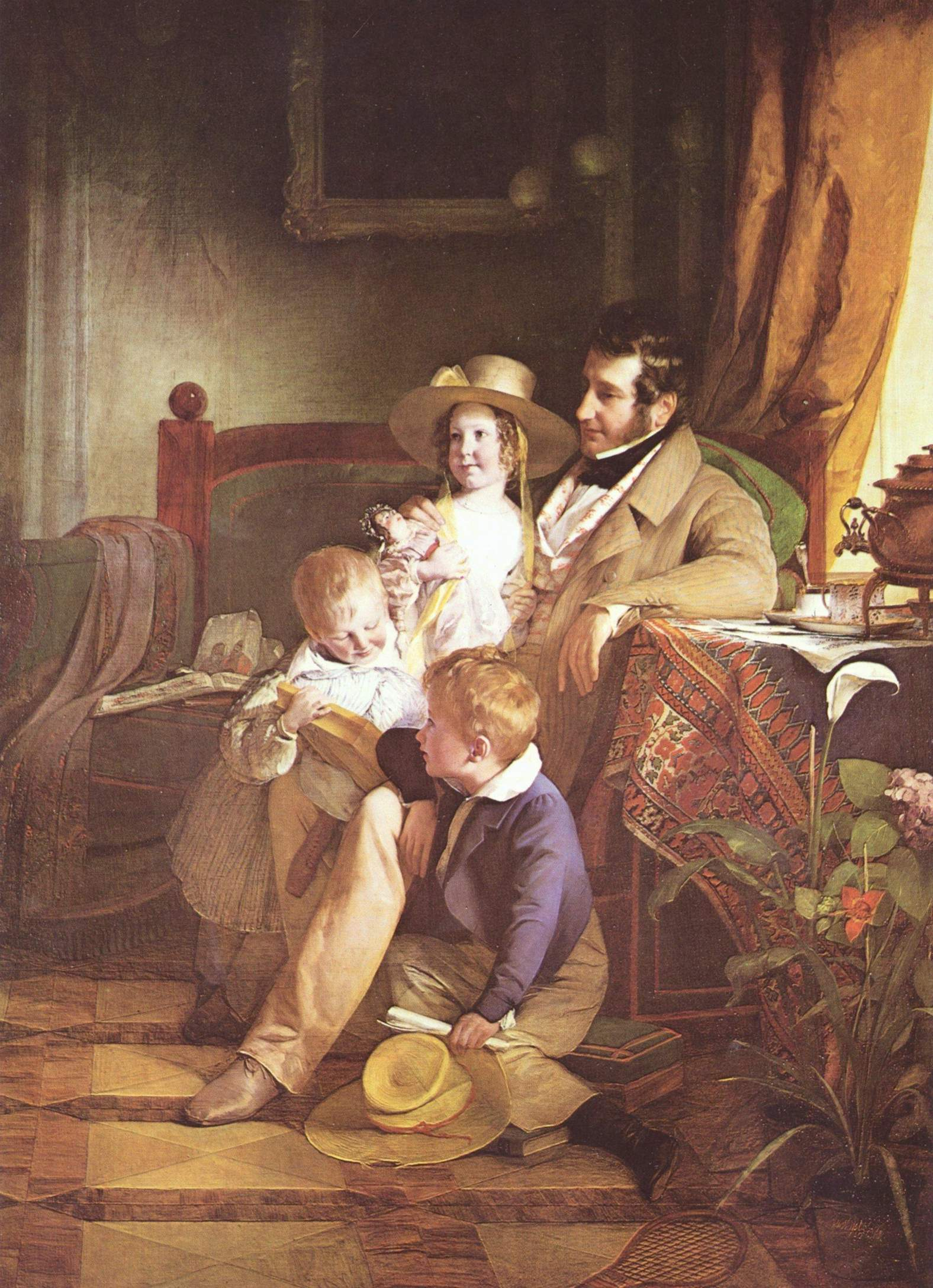
Friedrich von Amerling, Portait de Rudolf von Arthaber avec ses enfants Rudolf, Émilie et Gustav.

En 1837, il commande à Friedrich von Amerling son portrait avec ses enfants Rudolf, Émilie et Gustav.
En raison de sa bonne connaissance de l'industrie viennoise, il fonde en 1839 une chambre de commerce et d'industrie à Vienne dont il deviendra président.
En 1841, il a accès à la noblesse. Rudolf von Arthaber est un homme politique libéral. Il soutient la Révolution de Mars 1848 et est membre de la députation qui présente une demande au gouvernement des concessions libérales.
En 1851, il crée une association d'amateurs d'art visant à faire connaître les artistes de Vienne. À sa mort en 1867, il est enterré au cimetière évangélique de Matzleinsdorf et sa collection vendue aux enchères.

## Source, notes et références
- (de) Cet article est partiellement ou en totalité issu de l’article de Wikipédia en allemand intitulé « Rudolf von Arthaber » (voir la liste des auteurs).
- (de) Karl Weiß, « Arthaber, Rudolf », dans Allgemeine Deutsche Biographie (ADB), vol. 1, Leipzig, Duncker & Humblot, 1875, p. 612-613
- (de) Jakob Baxa, « Arthaber, Rudolf von », dans Neue Deutsche Biographie (NDB), vol. 1, Berlin, Duncker & Humblot, 1953, p. 402 (original numérisé).